# Religious Experience
Religious Experience – album Space Tribe wydany w 2000 roku przez Spirit Zone Records.
- Styl: Psychedelic Trance/Goa Trance
- Data wydania: 17 października 2000

## Zawartość albumu
1. You Wanna Get High
2. Dance Like Nobody’s Watching
3. It Might Lead Anywhere
4. You Create Your Own Reality
5. God’s Chosen People
6. Dimension Shift
7. Accelerate & Intensify
8. Change Your Whole Life